# 고아주
고아주(영어: Goa, 코카니어: गोंय, 마라티어: गोवा, 칸나다어: ಗೋವ, 포르투갈어: Gǒa)는 인도 서부 연안에 위치한 주이다. 면적으로 보면 가장 작은 주(3,702km2)이고 인구로는 4번째로 작은 주(2011년 기준 1,457,723명, 인구 밀도는 390명)이다. 북쪽으로는 마하라슈트라 주, 동쪽과 남쪽으로는 카르나타카 주, 서쪽으로는 아라비아해와 접한다.
파나지(판짐)이 이 주의 주도이며 바스코다가마는 가장 큰 도시이다. 포르투갈 상인들이 15세기에 처음 상륙했으며 곧 식민지화하였다. 450년 동안 포르투갈의 식민지로 있었지만 1961년에 인도가 다시 점령, 탈환(1961년 고아 병합)하였다.
고아는 해변으로 아람볼, 바가, 베나울림, 안주나 등 매우 유명하며 매년 수만 명의 외국인 관광객들이 몰린다. 2013년에는 포르투갈어권 국가들의 국제 스포츠 제전인 제3회 루소포니아 경기 대회가 이 곳에서 열렸다.

## 문화
450년 동안 포르투갈의 지배를 받으며 동서양 문명이 한 데 섞인 지역이 되었다. 이곳에서 상연되는 무용 공연은 여러 종교와 문화가 혼합된 지역의 독특한 특징을 보여주며, 서양식 왕실 의상이 그 일례이다. 가장 중요한 명절은 크리스마스, 부활절, 디발리 등이다. 고아 카니발 축제와 크리스마스-신년 기념 행사는 많은 관광객을 불러모은다.

### 음식
쌀과 함께 먹는 생선 커리는 고아의 가장 일반적인 식단이다. 고아의 음식 문화는 정교하게 조리한 많은 종류의 생선 요리로 유명하다. 코코넛과 코코넛기름이 빈번하게 사용되며 기독교의 영향을 받아 식초를 넣기도 한다. 고아의 음식은 포르투갈 식문화의 영향을 강하게 받았다.

### 건축
고아의 건축은 오토만 양식과 포르투갈 양식이 혼합된 경향을 띈다.

## 인구
| 연도  | 인구      | ±% p.a. |
| ----- | --------- | ------- |
| 1901  | 475,513   | —       |
| 1911  | 486,752   | +0.23%  |
| 1921  | 469,494   | −0.36%  |
| 1931  | 505,281   | +0.74%  |
| 1940  | 540,925   | +0.76%  |
| 1950  | 547,448   | +0.12%  |
| 1960  | 589,997   | +0.75%  |
| 1971  | 795,120   | +2.75%  |
| 1981  | 1,007,749 | +2.40%  |
| 1991  | 1,169,793 | +1.50%  |
| 2001  | 1,347,668 | +1.43%  |
| 2011  | 1,458,545 | +0.79%  |
| 2022  | 1,567,000 | +0.65%  |
| 출처: |           |         |

## 기후
| Goa의 기후                                                       | Goa의 기후  | Goa의 기후  | Goa의 기후  | Goa의 기후  | Goa의 기후   | Goa의 기후    | Goa의 기후    | Goa의 기후    | Goa의 기후   | Goa의 기후   | Goa의 기후  | Goa의 기후  | Goa의 기후    |
| 월                                                               | 1월         | 2월         | 3월         | 4월         | 5월          | 6월           | 7월           | 8월           | 9월          | 10월         | 11월        | 12월        | 연간          |
| ---------------------------------------------------------------- | ----------- | ----------- | ----------- | ----------- | ------------ | ------------- | ------------- | ------------- | ------------ | ------------ | ----------- | ----------- | ------------- |
| 일평균 최고 기온 °C (°F)                                         | 31.6 (88.9) | 31.5 (88.7) | 32.0 (89.6) | 33.0 (91.4) | 33.0 (91.4)  | 30.3 (86.5)   | 28.9 (84.0)   | 28.8 (83.8)   | 29.5 (85.1)  | 31.6 (88.9)  | 32.8 (91.0) | 32.4 (90.3) | 31.3 (88.3)   |
| 일일 평균 기온 °C (°F)                                           | 26.0 (78.8) | 26.3 (79.3) | 27.7 (81.9) | 29.3 (84.7) | 30.0 (86.0)  | 27.6 (81.7)   | 26.7 (80.1)   | 26.4 (79.5)   | 26.9 (80.4)  | 27.9 (82.2)  | 27.6 (81.7) | 26.6 (79.9) | 27.4 (81.4)   |
| 일평균 최저 기온 °C (°F)                                         | 19.6 (67.3) | 20.5 (68.9) | 23.2 (73.8) | 25.6 (78.1) | 26.3 (79.3)  | 24.7 (76.5)   | 24.1 (75.4)   | 24.0 (75.2)   | 23.8 (74.8)  | 23.8 (74.8)  | 22.3 (72.1) | 20.6 (69.1) | 23.2 (73.8)   |
| 평균 강수량 mm (인치)                                            | 0.2 (0.01)  | 0.1 (0.00)  | 1.2 (0.05)  | 11.8 (0.46) | 112.7 (4.44) | 868.2 (34.18) | 994.8 (39.17) | 512.7 (20.19) | 251.9 (9.92) | 124.8 (4.91) | 30.9 (1.22) | 16.7 (0.66) | 2,926 (115.2) |
| 평균 강수일수                                                    | 0.0         | 0.0         | 0.1         | 0.8         | 4.2          | 21.9          | 27.2          | 13.3          | 13.5         | 6.2          | 2.5         | 0.4         | 90.1          |
| 평균 월간 일조시간                                               | 313.1       | 293.8       | 291.4       | 288.0       | 297.6        | 126.0         | 105.4         | 120.9         | 177.0        | 248.0        | 273.0       | 300.7       | 2,834.9       |
| 출처 1: World Meteorological Organization                        |             |             |             |             |              |               |               |               |              |              |             |             |               |
| 출처 2: Hong Kong Observatory for sunshine and mean temperatures |             |             |             |             |              |               |               |               |              |              |             |             |               |

## 같이 보기
- 구 고아